# 高翥
高 翥（こう しょ、拼音：Kāo Zhù、1170年 - 1241年）は、南宋後期の詩人・作詞家。孝宗の時代の遊士（官職のない学者）。初め名を公弼といい、後に翥と改めた。字は九万、号は菊礀。南宋の江湖詩派の代表であり「江湖遊士」と呼ばれる。清の高士奇は高翥の末裔にあたる。

## 生涯
紹興府余姚県石山樟樹に生まれた。若い頃から才が抜きんでて優れ、不羈独立の気象を持ち、志が高く、珍しい書物を好んで読んだという。科挙のために学ぶことを嫌い、別の天命が自分にはあると考え、隠居して弟子たちを教え、門下に名をなす人物が輩出した。住居を「信天巣」と名付け、多くの碩学の士と交際した。銭塘江・金陵・西湖・洞庭湖を訪問し、そのときの経験も詩の題材となっている。

## 作風
高翥の詩と詞は民謡・雑詠の風格を持ち、題材を現実の卑近な生活に採っている。文章は難解で進んで読む者は少ないが、詩詞には見るべきものがあるという。

## 代表的な詩篇
- 秋日田父辞二首
- 春情四首
- 無題
- 暁出黄山寺
- 多景楼
- 過臨平

## 著作
- 『菊礀小集』
- 『信天巣遺稿』。日本では『宋賢 菊礀遺稿』という名で流布。